# 樂茞軍
樂茝軍（1932年12月12日—），筆名薇薇夫人，出生於安徽，國立臺灣大學中國文學系教授樂蘅軍之胞姊。1949年參加孫立人籌組的女青年工作大隊到台灣受訓，後來成為台灣知名作家、畫家。曾擔任《國語日報》社長、《世界日報》家庭版主編、中華電視台社教節目《今天》製作人兼主持人、中華電視台社教節目《愛心園地》主持人，並執筆《聯合報》家庭版「薇薇夫人專欄」長達26年，也為行政院新聞局新中國出版社旗下月刊《吾愛吾家》執筆專欄，為台灣最有影響力的女性作家之一。她從國語日報文化中心退休後，擔任《康健雜誌》顧問。1983年獲頒第18屆金鐘獎教育文化節目主持人獎。

## 家庭
樂茝軍與先夫周徵育有三名子女。長子周凱為劇場燈光設計師，在當代傳奇劇場創團舞台劇《慾望城國》排演期間調整燈光時不慎從高處墜落，因腦部嚴重挫傷而被送進醫院，於1987年1月8日逝世，逝世當天為他的26歲生日。

## 作品

### 著作
- 《輕鬆自在做女人》
- 《美麗新生活─樂在退休》
- 《情感與人生》
- 《人生四季─春》
- 《問世間情是何物》
- 《馬可波羅》
- 《人情練達》
- 《聖潔的花蕾：德雷莎修女》，格林文化
- 《新甜蜜家庭》（合著），格林文化
- 《一個男人的成長》，遠流出版公司
- 《一個女人的成熟》，遠流出版公司
- 《牽手情話》
- 《從中年出發》
- 《走過自己》
- 《生活裡的詩情畫意》[2]
- 《感情、感情？感情！》，聯經出版
- 《懷玉公主》改著小說，樂山出版公司
- 《九十挺立，繼續舞向終點：薇薇夫人自備快樂的不老晚年{出版社：天下生活}
- 《給比我年輕的女朋友：很多話只能對女人說{出版社：遠流}

### 主持
- 華視《今天》
- 華視《愛心園地》（首播期間：1981年3月14日至1983年8月20日）